# Curt von Wedderkop
Curt von Wedderkop, auch Kurt von Wedderkop (* 13. Februar 1871 auf Gut Eschelsmark; † 12. Juli 1938 in Hamburg) war ein deutscher Stabsoffizier.

## Leben
Curt von Wedderkop, entstammte dem Adelsgeschlecht von Wedderkop aus der Linie des Stammvaters Magnus von Wedderkop, einem schleswig-holsteinischen Juristen und Staatsmann. Seine Eltern waren Friedrich Ludwig Wilhelm von Wedderkop, Gutsherr auf Eschelsmark (heute ein Ortsteil von Kosel im Kreis Rendsburg-Eckernförde) und Marianne von Hildebrand. Diese erbte das Gut Eschelsmark, auf dem Curt von Wedderkop geboren wurde, von ihrem Vater Caesar von Hildebrand, der es 1863 erwarb.
In seiner militärischen Laufbahn war von Wedderkop zunächst 1891 Leutnant im Oldenburgischen Dragoner-Regiment Nr. 19 und wurde 1900 zum Oberleutnant befördert. Zudem wurde er persönlicher Adjutant und später Flügeladjutant des oldenburgischen Großherzogs Friedrich August. Auf gemeinsamen Reisen wurde von Wedderkop mehrfach ausgezeichnet. Am 18. Februar 1903 verlieh ihm der badische Großherzog Friedrich I. den Orden vom Zähringer Löwen in der Ordensklasse Ritterkreuz II. Klasse. Als Dragoner erreichte er 1906 den Kavallerie-Dienstgrad des Rittmeisters. Auf einer weiteren Reise mit Großherzog Friedrich August wurde von Wedderkop als Captain und dessen Aide-de-camp am 10. Juni 1907 vom König des Vereinigten Königreichs von Großbritannien und Irland Eduard VII. nach der Royal Victorian Order zum Member der vierten Klasse ernannt. Zuvor nahm er bereits am Staatsbankett von Eduard VII. und Alexandra von Dänemark im Buckingham Palace teil. Am 25. Juni 1910 erfolgte durch den König von Dänemark Frederik IX. die Auszeichnung mit dem dänischen Verdienstorden Dannebrogorden in der Ordensklasse Ritter (dritte Klasse). Im Januar 1914 folgte die Beförderung zum Major. Mit Ende des Jahres 1918 wurde von Wedderkop mit der Berechtigung zum Tragen der Uniform des Dragoner-Regiments Nr. 19 zur Disposition gestellt.
Curt von Wedderkop war zudem großherzoglich oldenburgischer Kammerherr. Als Kammerherr leitete er unter anderem den Hochzeitszug bei den Hochzeiten der beiden Töchter des Großherzogs, darunter die von Josias zu Waldeck und Pyrmont und Altburg Marie Mathilde von Oldenburg. Er folgte damit einer Familientradition im Großherzogtum Oldenburg. Bereits sein Cousin Julius von Wedderkop war im Haus Oldenburg Flügeladjutant des Großherzogs Peter II., dem Vater von Friedrich August. Zusammen mit seinem Cousin nahm er unter anderem an Empfängen des Großherzogs teil. Auch sein Onkel Magnus von Wedderkop war Kammerherr am Hof und sein Großvater Theodor von Wedderkop war zuvor Hofmeister in Oldenburg.
Am 7. Oktober 1926 heiratete Curt von Wedderkop als Oberstleutnant a. D. in Hamburg die verwitwete Edith Elisabeth Luise Amalie von Woyna (1890–1977). Diese war zuvor bereits mit dem 1918 verstorbenen Ferdinand Friedrich Max von Ziegesar verheiratet, einem Urenkel des Richters Anton von Ziegesar aus der thüringischen Linie des kurbrandenburgischen Uradelsgeschlechts von Ziegesar. Dieser war wie von Wedderkop im Dragoner-Regiment Nr. 19 und nahm mit ihm unter anderem am Ehrenpreis des Kaisers Wilhelm II. im X. Armee-Korps teil. Im Alter von 67 Jahren verstarb Curt von Wedderkop. Der Pastor Ludwig Heitmann leitete die Trauerfeierlichkeiten für von Wedderkop, der im Ohlsdorfer Krematorium eingeäschert wurde. Seine Frau überlebte auch ihn um fast 39 Jahre.
Curt von Wedderkop hatte fünf Geschwister, darunter die ältere Schwester Magna Bertha Jenny von Wedderkop (1867–1947), verheiratet mit Detlev von Bülow, der ältere Bruder Friedrich August von Wedderkop (1868–1945), dem Vater von Annelise Bertha Adolfine von Wedderkop (1901–1985), verheiratet mit Karl-Friedrich von der Meden und die jüngere Schwester Anna Maria Louise Emilie Elisabeth von Wedderkop (1874–1945), verheiratet mit Max Detlef Herman Heinrich von Ahlefeldt, einem Enkel von August von Ahlefeld.

## Auszeichnungen
- 1903: Orden vom Heiligen Michael, Ritterkreuz II. Klasse[22]
- 1903: Militärverdienstorden des Königreichs Bayern, Ritterkreuz II. Klasse[23][24]
- 1903: Friedrichs-Orden, Ritterkreuz I. Klasse[23]
- 1903: Orden vom Zähringer Löwen, Ritterkreuz II. Klasse[3]
- 1903: Hausorden vom Weißen Falken oder Hausorden der Wachsamkeit, Ritterkreuz II. Klasse[23]
- 1903: Lippischer Hausorden, Ehrenkreuz IV. Klasse[23]
- 1904: Königlicher Kronen-Orden, III. Klasse[25][26]
- 1905: Herzoglich Sachsen-Ernestinischer Hausorden, Ritterkreuz II. Klasse[27]
- 1906: Königlicher Hausorden von Hohenzollern, Ehrenkreuz III. Klasse[28]
- 1906: Roter Adlerorden IV. Klasse[29]
- 1907: Royal Victorian Order, Member IV. Klasse[6]
- 1910: Dannebrogorden, Ritter III. Klasse[8]
- 1914: Osmanié-Orden, III. Klasse[30]
- 1914: Schwertorden, Ritterkreuz I. Klasse[30]
- 1917: Militärverdienstorden des Königreichs Bayern, IV. Klasse mit der Krone und mit Schwertern[31]
- 1918: Orden vom Zähringer Löwen, Ritterkreuz I. Klasse mit Schwertern[32]